# Jezioro Skoszewskie
Jezioro Skoszewskie (kaszb. Skòszéwsczé Jezoro) – przepływowe jezioro rynnowe położone na Równinie Charzykowskiej w obrębie Kaszub Południowych (na obszarze powiatu bytowskiego województwa pomorskiego). Zajmuje ono powierzchnię 46 ha i jest otoczone lasami Zaborskiego Parku Krajobrazowego. Jezioro pełni przede wszystkim funkcje rekreacyjno-turystyczne. Do 1 września 1939 jezioro na całej swojej długości stanowiło granicę polsko-niemiecką.